# Banco Rakyat Indonesia
El Banco Rakyat Indonesia o PT. Bank Rakyat Indonesia (Persero) (BRI; traducido como el Banco Popular de Indonesia) es uno de los mayores bancos de Indonesia. Se especializa en negocios de pequeña escala y microcréditos, en préstamos a aproximadamente 30 millones de clientes locales a través de sus más de 4.000 sucursales, puntos de venta y oficinas postales rurales. También tiene una unidad comparativamente más pequeña de banca corporativa, aunque en crecimiento. A 2010 es el segundo mayor banco de Indonesia por activos.
En la actualidad es en un 70% propiedad del estado (Persero), y ha sido de propiedad estatal durante todo el periodo desde la guerra de la independencia (1945 a 1949) hasta noviembre de 2003, cuando el 30% de las acciones fueron puestas a la venta mediante una OPV.

## Historia
BRI fue fundado en 1895, durante el periodo colonial holandés como "De Poerwokertosche Hulp en Spaarbank der Inlandsche Hoofden", por Raden Aria Wirjaatmadja. Entonces experimentó su primer cambio de nombre (entre muchos) a "Hulp-en Spaarbank der Inlandsche Bestuurs Ambtenaren" (traducido: Caja de Ahorros y Ayuda de la Función Pública Local).
Después de varios cambios de nombre, su nombre final durante el periodo colonial fue "Algemene Volkscredietbank (AVB)", o Banco Popular de Crédito General, en 1934. Esto se traduce en indonesio como "Bank Rakyat Serikat". En este punto, era una de las mayores instituciones de la entonces colonia.
Las operaciones del banco fueron afectadas por la ocupación japonesa en el periodo de 1942 a 1945 durante la II Guerra Mundial, incluidos el posterior cambio de nombre a "Shomin Ginkou" (tr. "Banco Popular"). Después de la declaración de independencia de Indonesia, el 17 de agosto de 1945 el banco fue oficialmente nacionalizado por el nuevo gobierno y entonces renombrado "Bank Rakyat Indonesia Serikat".
Como banco totalmente de propiedad gubernamental, la estructura del BRI fue sujeta al capricho del gobierno, que se movió rápidamente hacia el socialismo durante el presidente Sukarno y después al autoritarismo del estado bajo el gobierno del presidente Suharto. Esto incluía estar sujeto temporalmente al Banco de Indonesia, (actualmente el banco central de Indonesia). El BRI alcanzó su actual estatus y nombre en 1992.
El BRI fue prácticamente el único banco en Indonesia que durante la crisis financiera asiática de 1997 en que sus operaciones no se vieron afectadas. Esto se debió a que tenía pocos préstamos en divisa extranjera y estaba poco expuesto a las inversiones de las grandes corporaciones en el extranjero, como estaban las otras grandes entidades financieras indonesias.
Desde entonces el BRI se ha concentrado en aumentar sus volúmenes de negocio principales y mejorar las prácticas de riesgo. Como parte del proceso de reformas en Indonesia desde 1998, el gobierno ha ido de forma constante reduciendo su influencia en las operaciones del día a día del banco, hasta culminar en su salida a bolsa (OPV).
También está tratando de cumplir con los acuerdos de Basilea II, como un mandato del Banco de Indonesia, para 2008.